# Hákon Arnar Haraldsson
Hákon Arnar Haraldsson (Akranes, 10 april 2003) is een IJslands voetballer die doorgaans als middenvelder speelt. Hij verruilde FC Kopenhagen in juli 2023 voor Lille OSC. Haraldsson debuteerde in 2022 in het IJslands voetbalelftal.

## Clubcarrière
Haraldsson doorliep de jeugdopleiding van ÍA. Hiervoor debuteerde hij op zijn vijftiende in het eerste elftal, tijdens een wedstrijd in de Lengjubikar karla tegen Stjarnan. Haraldsson verruilde ÍA in 2019 vervolgens voor de jeugd van FC Kopenhagen. Hier maakte hij op 22 augustus 2021 zijn debuut in de hoofdmacht. Hij viel die dag in de 94e minuut in voor Jonas Wind tijdens een competitiewedstrijd tegen SønderjyskE. Haraldsson mocht dat seizoen nog tien competitiewedstrijden meedoen en kwam dat jaar ook vier keer uit in de Conference League. Hij groeide in 2022/23 uit tot basisspeler van FC Kopenhagen. Haraldsson werd in allebei zijn seizoenen in Denemarken landskampioen.
Haraldsson tekende in juli 2023 voor vijf jaar bij Lille OSC. Dat betaalde 17 miljoen euro voor hem aan FC Kopenhagen. Hij kwam in zijn eerste jaar in Frankrijk in 26 speelronden in actie, waarvan 15 als basisspeler.

## Clubstatistieken
| Seizoen     | Club          | Competitie  | Competitie | Competitie | Beker | Beker | Internationaal | Internationaal | Totaal | Totaal |
| Seizoen     | Club          | Competitie  | Wed.       | Dlp.       | Wed.  | Dlp.  | Wed.           | Dlp.           | Wed.   | Dlp.   |
| ----------- | ------------- | ----------- | ---------- | ---------- | ----- | ----- | -------------- | -------------- | ------ | ------ |
| 2019        | ÍA            | Úrvalsdeild | 0          | 0          | 2     | 0     | —              | —              | 2      | 0      |
| 2021/22     | FC Kopenhagen | Superligaen | 11         | 4          | 0     | 0     | 4              | 0              | 15     | 4      |
| 2022/23     | FC Kopenhagen | Superligaen | 29         | 4          | 6     | 0     | 8              | 1              | 43     | 5      |
| 2023/24     | Lille OSC     | Ligue 1     | 26         | 2          | 2     | 3     | 10             | 0              | 38     | 5      |
| Club totaal | Club totaal   | Club totaal | 66         | 10         | 10    | 3     | 22             | 1              | 98     | 14     |

Bijgewerkt t/m 20 mei 2024.

## Interlandcarrière
Haraldsson speelde voor verschillende IJslandse nationale jeugdselecties vanaf IJsland –15 en vertegenwoordigde IJsland –17 op het EK –17 van 2019. Haraldsson debuteerde op 2 juni 2022 in het IJslands voetbalelftal. Bondscoach Arnar Viðarsson gaf hem toen een basisplaats in een wedstrijd in het kader van de UEFA Nations League in en tegen Israël (2–2). Hij maakte op 26 maart 2023 zijn eerste doelpunt voor het nationale team.  Hij maakte toen de 0–2 in een met 0–7 gewonnen EK-kwalificatiewedstrijd in en tegen Liechtenstein.

## Erelijst
| Kampioen Superligaen | 2x | 2021/22, 2022/23 |
| Beker van Denemarken | 1x | 2022/23          |

1 Mannone ·
2 Mandi ·
4 Alexsandro ·
5 Gudmundsson ·
6 Bentaleb ·
7 Haraldsson ·
8 Angel Gomes ·
9 David ·
10 Cabella ·
11 Sahraoui ·
12 Meunier ·
13 Zedadka ·
14 Umtiti ·
16 Caillard ·
17 Mukau ·
18 Diakité ·
19 Fernandez-Pardo ·
20 Bakker ·
21 André  ·
22 Santos ·
23 Zhegrova ·
26 André Gomes ·
27 Bayo ·
28 Fernandes ·
29 Mbappé ·
30 Chevalier ·
31 Ismaily ·
32 Bouaddi ·
Coach: Génésio
· Assistent-coach: Bréchet